# Дьяковская (Вологодская область)
Дьяковская — деревня в Харовском районе Вологодской области.
Входит в состав Харовского сельского поселения, с точки зрения административно-территориального деления — в Харовский сельсовет.
Расстояние до районного центра Харовска по автодороге — 18,5 км. Ближайшие населённые пункты — Насоново, Погост Никольский, Захаровское, Волчиха.
По переписи 2002 года население — 12 человек.